# Taqpangajuk
Taqpangajuk fut une tentative de réinstallation inuite sur une péninsule au nord de la baie Singer (anglais : Singer Inlet), à 40 km au sud-ouest de Killiniq, au Québec, dans le nord-est du Canada. 

## Histoire
L'établissement fut lancé dans les années 1980 dans le cadre d'un programme de réinstallation des habitants de Killiniq parrainé par la Société Makivik. Une société d'ingénierie fut mandatée en 1982 pour une étude de faisabilité. Le site de Taqpangajuk fut reconnu comme le seul adéquat entre Killiniq au nord et Kangiqsualujjuaq au sud. L'Administration régionale Kativik proposa en août 1985 de mener une étude de faisabilité sur le potentiel du lieu. Une étude sur le terrain fut menée en septembre 1985. Le rapport fut présenté aux Inuits puis accepté en avril 1986. La population prévue en 2010 était de 432 personnes, pour un coût de 34 000 000 $. À l'hiver 1987, plusieurs familles déplacées de Killiniq établirent une nouvelle communauté à Taqpangajuk sans l'aide du gouvernement. Cependant, l'établissement échoua, faute de services et d'école, malgré des livraisons effectuées par la Société Makivik. La cinquantaine de résidents devaient compter sur du combustible pour leurs poêles et fours, car il n'y avait pas d'arbres dans la région. La vie fut trop difficile et les résidents retournèrent dans leurs communautés au sein des villages nordiques du Québec.